# Mammillaria theresae
Mammillaria theresae (укр. Мамілярія Терези) — сукулентна рослина з роду мамілярія (Mammillaria) родини кактусових (Cactaceae).

## Історія

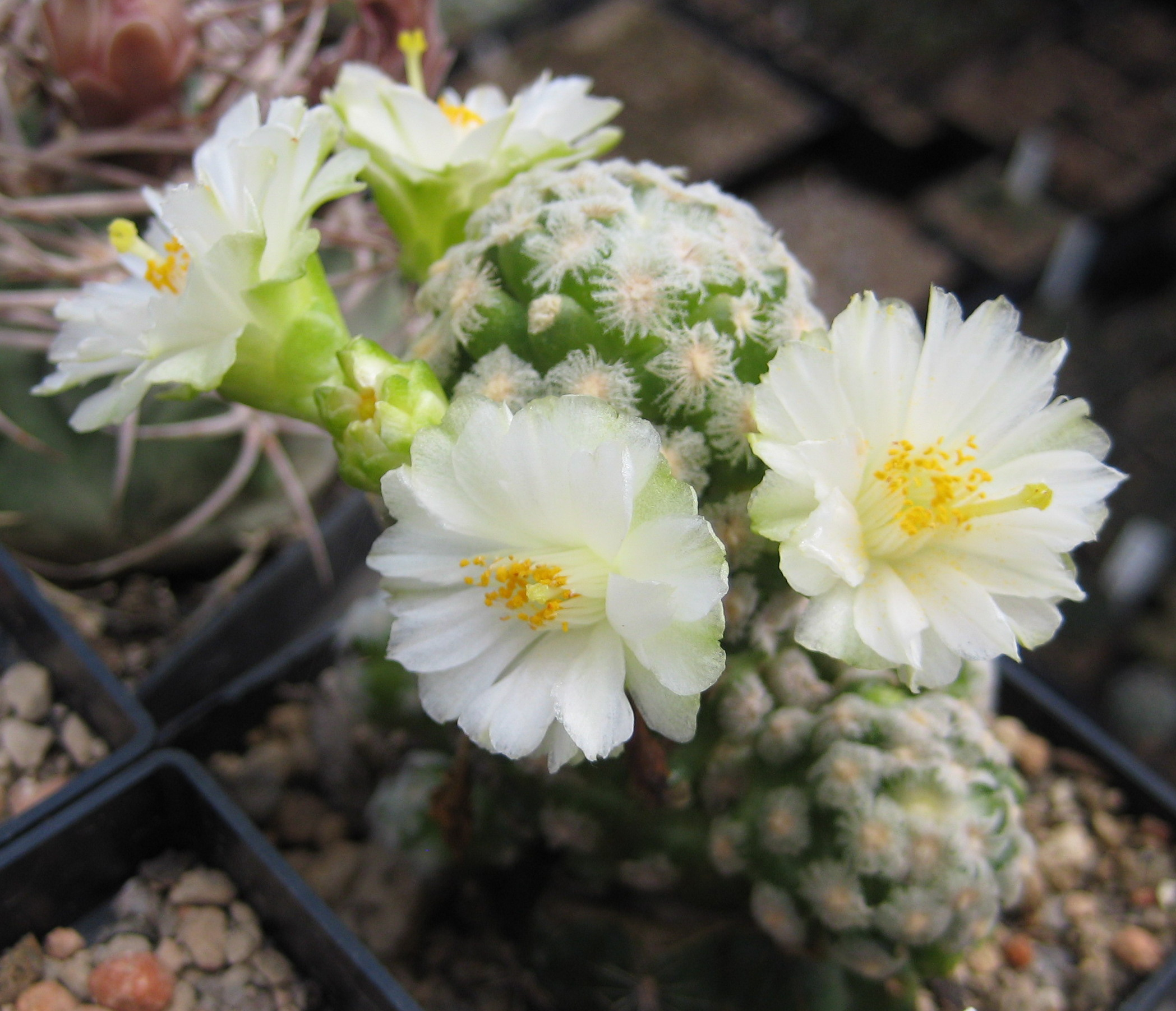
Білоквіткова форма Mammillaria theresae

Вид вперше описаний американським ботаніком Ладиславом Кутаком (англ. Ladislaus Cutak, 1908—1973) у 1967 році у виданні Американського товариства любителеів кактусів і сукулентів (англ. Cactus and Succulent Society of America) «Cactus and Succulent Journal».

## Етимологія
Видова назва дана на честь Терези Бок, любительниці і збирачки кактусів, яка разом зі своїи чоловіком знайшла цю мамілярію.

## Ареал і екологія
Mammillaria theresae є ендемічною рослиною Мексики. Ареал розташований у штаті Дуранго. Рослини зростають на висоті від 2150 до 2300 метрів над рівнем моря на скелястих відслоненнях вапняку, на пасовищах по сусідству із сосновими лісами.
ліс..

## Морфологічний опис
| Орган              | Опис                                                                         |
| Рослини            | Рослини зазвичай поодинокі, іноді кластеризуються.                           |
| Коріння            |                                                                              |
| Стебло             | напівкулясте до циліндричного, до 4 см заввишки, в діаметрі 1-3 см.          |
| Епідерміс          | оливково-зелений, іноді з багрянистим відтінком.                             |
| Маміли             | циліндричні.                                                                 |
| Ареоли             |                                                                              |
| Аксили             | укриті невеликою кількістю пуху.                                             |
| Центральні колючки | немає.                                                                       |
| Радіальні колючки  | 22-30, перисті, напівпрозоро-білі до жовтувато-білих, до 2 мм завдовжки.     |
| Квіти              | воронкоподібні, фіолетово-пурпурні, завдовжки 35-45 мм, до 30 мм в діаметрі. |
| Бутони             |                                                                              |
| Зовнішні пелюстки  |                                                                              |
| Внутрішні пелюстки |                                                                              |
| Тичинки            |                                                                              |
| Маточка            |                                                                              |
| Плоди              | булавоподібні, залишаються зануреними в стебло, до 10 мм завдовжки.          |
| Насіння            | чорне.                                                                       |

## Чисельність, охоронний статус та заходи по збереженню

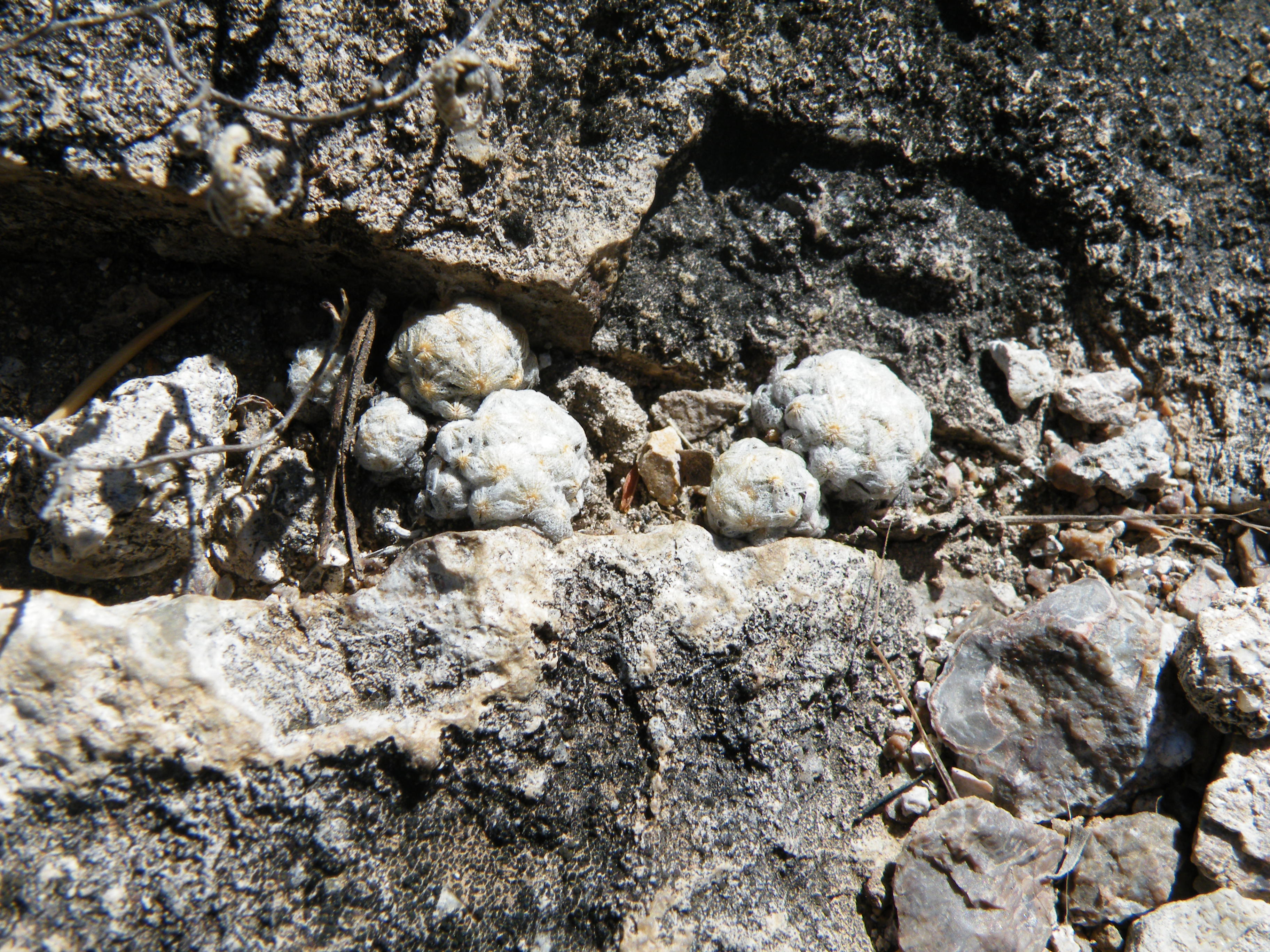
Mammillaria theresae у природних умовах у штаті Дуранго, Мексика

Mammillaria theresae входить до Червоного списку Міжнародного союзу охорони природи на межі зникнення (CR).
Вид має площу розміщення 25 км². Відомо, по суті, одне місце зростання, і внаслідок цього спостерігається постійне зниження кількості зрілих рослин через незаконний збір. Наразі чисельність популяції не перевищує 200 рослин.
Незаконне збирання та будівництво доріг створюють загрозу цьому виду.
Mammillaria theresae не зустрічається в жодній з природоохоронних територій.
У Мексиці ця рослина занесена до Національного переліку видів, що перебувають під загрозою зникнення, де вона включена до категорії «загрозливих».
Охороняється Конвенцією про міжнародну торгівлю видами дикої фауни і флори, що перебувають під загрозою зникнення (CITES).

## Використання та торгівля
Цей кактус популярний у колекціонерів як декоративна рослина.